# Oakville (Iowa)
Oakville és una població dels Estats Units a l'estat d'Iowa. Segons el cens del 2000 tenia 439 habitants.

## Demografia
Segons el cens del 2000, Oakville tenia 439 habitants, 179 habitatges, i 119 famílies. La densitat de població era de 403,6 habitants/km².
Dels 179 habitatges en un 33% hi vivien nens de menys de 18 anys, en un 49,2% hi vivien parelles casades, en un 12,3% dones solteres, i en un 33,5% no eren unitats familiars. En el 28,5% dels habitatges hi vivien persones soles el 12,3% de les quals corresponia a persones de 65 anys o més que vivien soles. El nombre mitjà de persones vivint en cada habitatge era de 2,45 i el nombre mitjà de persones que vivien en cada família era de 2,97.
Per edats la població es repartia de la següent manera: un 26,9% tenia menys de 18 anys, un 8% entre 18 i 24, un 28% entre 25 i 44, un 22,6% de 45 a 60 i un 14,6% 65 anys o més.
L'edat mediana era de 34 anys. Per cada 100 dones de 18 o més anys hi havia 89,9 homes.
La renda mediana per habitatge era de 29.018 $ i la renda mediana per família de 32.250 $. Els homes tenien una renda mediana de 31.346 $ mentre que les dones 21.389 $. La renda per capita de la població era de 13.276 $. Entorn del 3% de les famílies i el 7,7% de la població estaven per davall del llindar de pobresa.

## Poblacions més properes
El següent diagrama mostra les poblacions més properes.